# 蒂娜·卡伦
蒂娜·卡伦（英語：Tina Cullen，1970年3月1日—），英国女子曲棍球运动员。她曾代表英格兰参加1998年英联邦运动会曲棍球比赛，获得银牌。她也曾参加1996年和2000年夏季奥运会。